# Jack Plimsoll
John Bruce Plimsoll  fut un joueur de cricket international sud-africain né le 17 octobre 1917 à Kalk Bay. Il est décédé au Cap à l'âge de 82 ans le 11 novembre 1999.

## Biographie
John Bruce Plimsoll a fréquenté le Lycée Saint-Georges (Le Cap) pendant les premières années de ses études, obtenant son diplôme en 1935.
La carrière de joueur de première classe de Jack Plimsoll a duré de la saison 1939–40, elle a été interrompue par la Seconde Guerre mondiale. Lors de la saison 1949–50, lanceur d'ouverture du bras gauche, il a joué pour la province de l'Ouest de 1939–40 à 1947–48 et pour le Natal en 1948–49 et 1949–50. Ses meilleurs chiffres de manches étaient de 7 pour 35 contre Griqualand West en 1946–47, quand il a joué tout au long des manches pour renvoyer Griqualand West pour 64. En tout, il a participé à 39 matchs et pris 155 guichets à une moyenne de 23,10. Il a disputé son premier test-match avec l'Afrique du Sud en 1947.
Lors de la tournée en Angleterre en 1947, il a pris 68 guichets en 18 matchs à 23,32. En trois matchs successifs contre Combined Services, Northamptonshire et Somerset, il a remporté 28 guichets à 11,85; dans les premières manches contre le Northamptonshire, il a joué sans changement tout au long des manches pour des chiffres de 27,3–8–40–6.
Il était le manager de l'équipe sud-africaine en Angleterre en 1965. Le capitaine, Peter van der Merwe, a déclaré: "Le fait que notre tournée ait été si heureuse et sans incident lui était dû en grande partie. C'était un manager exceptionnel. Il a été nommé pour gérer la tournée en Angleterre en 1970, mais la tournée a été annulée. De profession, il était directeur d'une société de construction.

## Retraite
Après avoir pris sa retraite de joueur du cricket, Jack Plimsoll a assumé le rôle d'administrateur. Boon était vice-président de l'organe directeur du cricket dans la région du Cap la Western Province cricket team. En 1965, il s'est rendu en Angleterre en tant que manager de l'équipe sud-africaine. Lors de cette tournée, le capitaine de l'équipe Peter van der Merwe a déclaré c'était un grand gestionnaire.